# Satah Mountain
Der Satah Mountain ist ein doppelgipfliger, 1921 m hoher Vulkan in der kanadischen Provinz British Columbia.

## Geographie
Der Satah Mountain liegt im West-Central Interior der Provinz British Columbia. Er liegt südöstlich des Punkutlaenkut Lake und östlich der Gemeinde Anahim Lake.

## Geologie
Der Satah Mountain ist ein komplexer Vulkankegel aus Trachyt, Benmoreit und basaltischem Trachyandesit. Er besteht aus zwei Gipfeln, die das umgebende Plateau um 300 bis 400 m überragen. Der westliche Gipfel ist abgeflacht und ähnelt einem Tafelvulkan, während der östliche Gipfel die Morphologie eines Kegels bewahrt, wobei sein südwestlicher Rand von einem Vulkankrater von 180 m Durchmesser durchbrochen ist. Ein kleiner gebrochener Scoria-Ring an der Nordflanke scheint durch glaziale Erosion weitgehend unverändert, was bedeuten könnte, dass er jünger als der Hauptteil des Vulkans ist.
Der Satah Mountain ist einer der größten Vulkane des Satah-Mountain-Vulkanfeldes (SMVF). Er ist von seiner Natur her polygenetisch. Er war vor 1,83 bis 1,77 Millionen Jahren im Früh-Pleistozän sporadisch aktiv. Das unterscheidet ihn von den meisten Vulkanen im SMVF, die vom Volumen her kleiner sind und wahrscheinlich nur episodisch und kuzzzeitig aktiv waren. Der einzige andere polygenetische Vulkan im SMVF ist der Mount Punkutlaenkut, ein Vulkankegel, 7 km westnordwestlich des Satah Mountain gelegen.

## Geschichte
Der Name des Berges wurde am 13. März 1947 auf der topographischen Karte 93/SW verzeichnet. Zuvor trug der Berg den Namen Mount Lion, welcher auf dem Blatt 2T268 erschien, einem 1923 von W. Merston erstellten Plan, der Mitglied der Association of British Columbia Land Surveyors (BCLS) war. Der Name Satah stammt aus der Sprache der Tsilhqotʼin und bedeutet so viel wie „von Sonne und Mond“ (abstammend).:5,6,9
Merston führte im Upper Chilcotin Valley einige Landvermessungen, eine Triangulation und topographische Aufnahmen über ein Gebiet aus, das sich ostwärts bis zum Anahim Peak am 124. westlichen Längengrad erstreckt. Die topographische Arbeit erstreckte sich auch über die Itcha Range, welche 25 km nordnordwestlich des Satah Mountain liegt.